# 아체타불라리아 류큐엔시스
아체타불라리아 류큐엔시스(학명: Acetabularia ryukyuensis, 일본어: カサノリ)는 녹조식물문, 갈파래강에 속하는 식물 중 하나이다.

## 형태

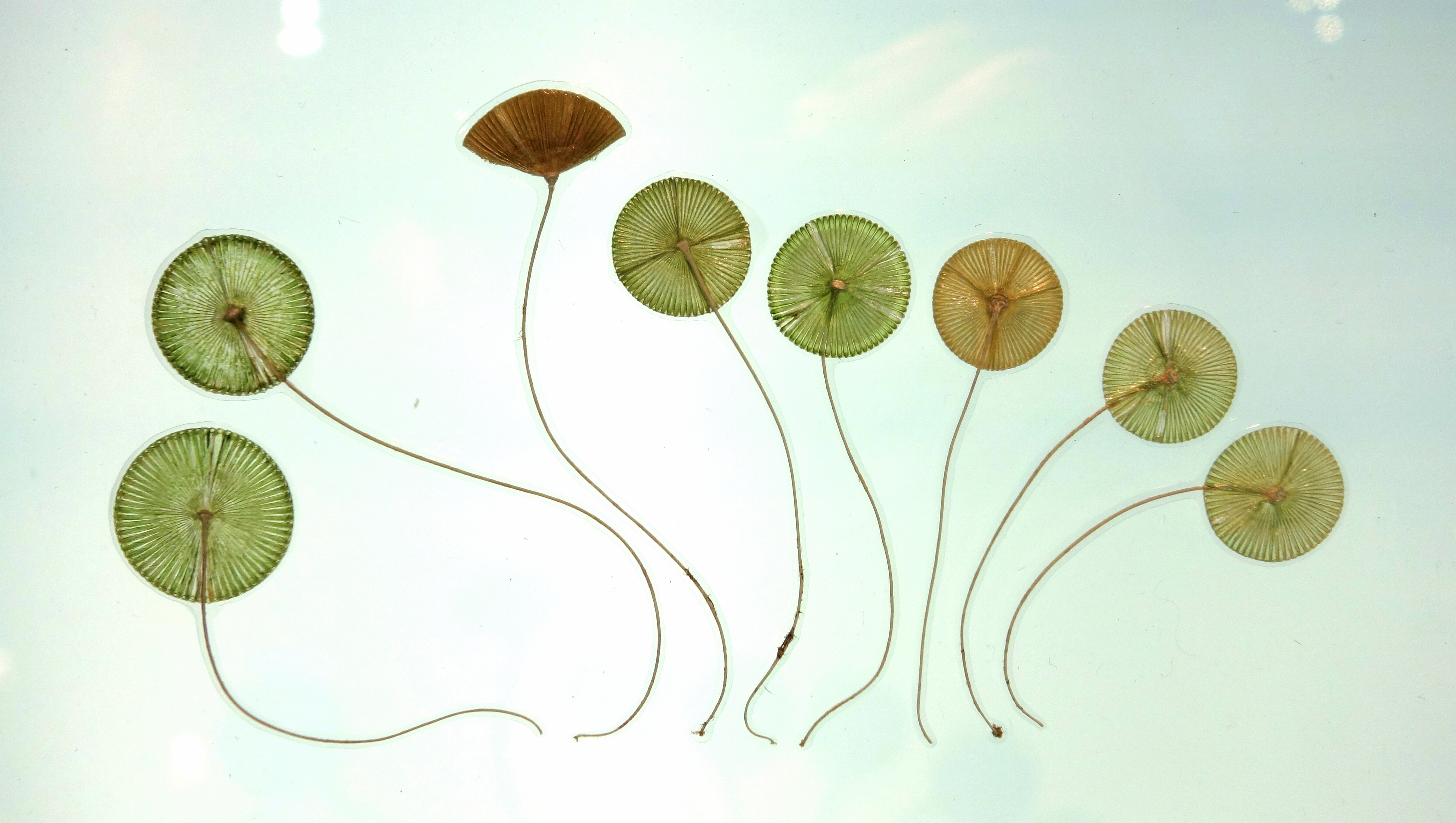
국립과학박물관에 전시된 아체타불라리아 류큐엔시스의 표본

약 1cm의 원뿔형의 갓과 길이가 최대 10cm 정도 되는 거대한 단세포 녹조류이다. 갓의 크기는 여름보다 겨울철에 더 크며, 홀씨의 수도 겨울철이 더 많다.

## 분포
아마미오시마, 야에야마 제도에 분포하는 일본의 고유종이다.